# Prínos
Prínos, en grec moderne : Πρίνος, est un village du dème de Réthymnon, en Crète, en Grèce. Selon le recensement de 2011, la population de Prínos compte 310 habitants. Le village est situé à une altitude de 40 m et à 15 km de Réthymnon.

## Recensements de la population
| Recensements | 1900 | 1920 | 1928 | 1940 | 1951 | 1961 | 1971 | 1981 | 1991 | 2001 | 2011 |
| ------------ | ---- | ---- | ---- | ---- | ---- | ---- | ---- | ---- | ---- | ---- | ---- |
| Population   | 85   | 167  | 197  | 239  | 259  | 214  | 158  | 185  | -    | 243  | 310  |